# Independence-Arch

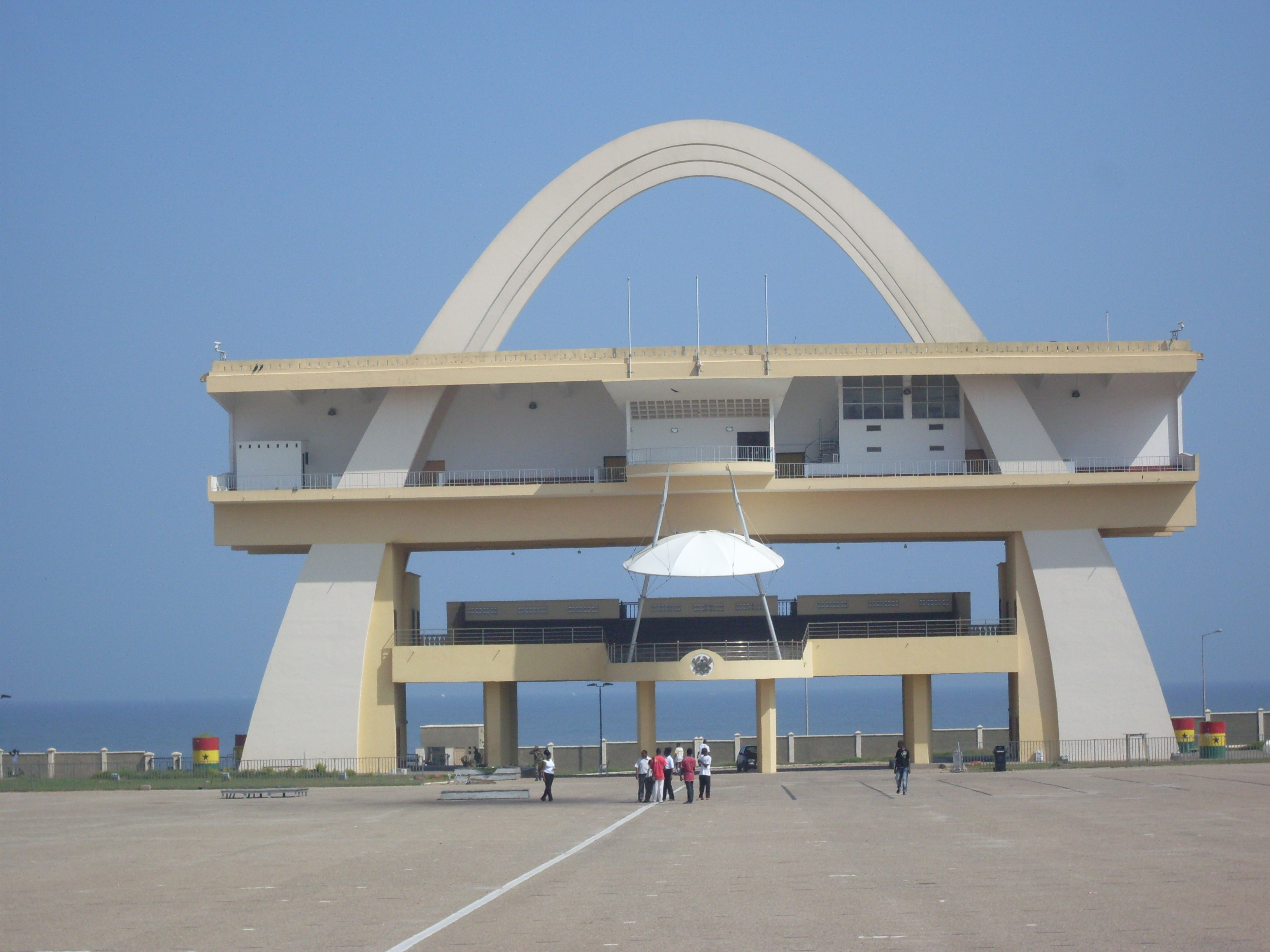
Independence Arch in Accra

Der Independence-Arch ist ein Triumphbogen in Accra, der Hauptstadt von Ghana.  Er wurde zu Ehren der Unabhängigkeit des Landes 1957 errichtet. Ghana war der erste unabhängige Staat Schwarzafrikas, womit der Independence-Arch auch für den Beginn der Entkolonialisierung Schwarzafrikas steht. Der Bogen befindet sich am Independence Square im Stadtteil Victoriaborg. Er weist Bezüge zum Eero Saarinens Jefferson National Expansion Memorial in St. Louis auf.

## Quelle
- Jojo Cobbinah, Ghana, Praktisches Reisehandbuch für die „Goldküste“ Westafrikas, Frankfurt (Main), 1993, S. 203

Koordinaten: 5° 32′ 56,7″ N, 0° 11′ 34″ W